# Oligonucleotídeo
Os oligonucleótidos são moléculas curtas de ácido nucleico (ADN ou ARN), oligómeros, que têm uma ampla gama de aplicações em exames genéticos, investigação e ciência forense. Geralmente produzidos em laboratório por síntese química em fase sólida, estes pequenos pedaços de ácidos nucléicos podem ser produzidos na forma de moléculas de cadeia simples cuja sequência pode ser ajustada por cada usuário e, portanto, são vitais para a síntese artificial de genes, reação em cadeia da polimerase (PCR), sequenciamento de ADN, clonagem molecular e como sondas moleculares. Na natureza, os oligonucleótidos são geralmente encontrados na forma de pequenas moléculas de ARN que têm um papel na regulação da expressão génica (por exemplo, microRNA), ou como intermediários derivados da degradação de maiores moléculas de ácidos nucleicos.
Os oligonucleótidos são caracterizados pela sequência de nucleótidos que constituem toda a molécula. O comprimento do oligonucleótido é geralmente indicado por "-mer" (do grego meros, "parte"). Por exemplo, um oligonucleótido de seis nucleótidos (nt) é um hexâmero, enquanto que um de 25 nt seria normalmente chamado de "25-mer". Os oligonucleótidos ligam-se facilmente, de uma forma específica e dependente sua da sequência, aos seus respectivos oligonucleótidos complementares, ADN ou ARN para formar duplexes ou, menos frequentemente, híbridos de ordem superior. Esta propriedade que lhes é inerente serve como base para o uso de oligonucleótidos como sondas para detectar sequências específicas de ADN ou ARN. Exemplos de técnicas que usam oligonucleótidos incluem microarranjo de ADN, Southern blot, análise de ASO, hibridização in situ fluorescente (FISH), PCR e a síntese de genes artificiais.
Os oligonucleótidos são compostos por 2'-deoxirribonucleótidos (oligodeoxirribonucleótidos) que podem ser modificados na sua estrutura ou na posição 2' do açúcar para obter diferentes efeitos farmacológicos. Essas modificações conferem novas propriedades aos oligonucleótidos e tornam-nos um elemento-chave na terapia antisense.

## Síntese
Os oligonucleótidos são sintetizados quimicamente através de blocos de construção. Estes blocos de construção são fosforamidites protegidas constituídas por nucleósidos naturais ou quimicamente modificados, ou por compostos não-nucleosídicos. A síntese de uma cadeia de oligonucleótidos é realizada através de ciclos sintéticos na direção 3' para 5'. Por cada ciclo sintético completo, um nucleótido é adicionado à cadeia. Rendimentos inferiores a 100% em cada um dos passos sintéticos do ciclo, assim como a ocorrência de reações laterais, estabelecem limites práticos na eficiência do processo. Geralmente, as cadeias de oligonucleótidos são curtas, compreendendo entre 13 a 25 monómeros, contudo podem chegar a 200 monómeros. Técnicas de cromatografia líquida de alta eficiência, assim como outros métodos analíticos são utilizados para isolar a sequência desejada.

## Modificações Químicas
A síntese de oligonucleótidos curtos quimicamente estáveis foi o primeiro desafio no desenvolvimento de terapias antisense. Os oligonucleótidos naturais são facilmente degradados por nucleases, enzimas que clivam os nucleótidos e amplamente presente em todos os tipos de células. As sequências de oligonucleótidos curtas também têm fracas afinidades de ligação intrínsecas, o que contribui para a sua degradação in vivo.

### Modificações no grupo fosfato
Os análogos de organotiofosfato de nucleótidos conferem aos oligonucleótidos propriedades benéficas. A nível sintético, essas propriedades concentram-se na formação de diastereoisómeros de cada nucleótido e uma maior facilidade no acompanhamento das reacções que envolvem nucleótidos fosforotioatos. Por outro lado, a nível biológico, o esqueleto organotiofosfato protege os oligonucleótidos contra a degradaçao enzimática indesejadas. A modificação do esqueleto dos nucleótidos é amplamente utilizada porque pode ser alcançada com relativa facilidade e precisão na maioria dos nucleótidos. A adição de fragmetos flourescentes nas extremidades 3' ou 5' estão descritas na literatura, como forma de avaliar as estruturas, dinâminas e interaçöes dos oligonucleótidos com o ambiente envolvente.

### Modificações na pentose
Modificações na posição 2' têm-se demostrado úteis em aplicações medicinais. A modificação na posição 2' da pentose aumenta a eficácia dos oligonucleótidos, reforçando as suas capacidades de ligação ao alvo, espeficicamente nas terapias de oligonucleótidos antisense. Também diminuem a ligação não específica de proteínas, aumentando a precisão de visar proteínas específicas. 2'-O-metilo assim como 2'-O-metoxieltil são as modificações mais frequêntes. Foram também relatadas modificações fluorescentes na nucleobase.

## Oligonucleótidos Antisense
Os oligonucleótidos antisense são cadeias simples de ADN or ARN complementares a uma sequência escolhida. No caso do ARN antisense, estes impedem a tradução proteica de certos filamentos de ARN mensageiro ligando-se a eles, num processo chamado hibridização. Os oligonucleótidos antisense podem ser utilizados para um alvo ARN específico, complementar (codificante ou não codificante). Se a ligação ocorrer, este híbrido pode ser degradado pela enzima ribonucelase H. a ribonuclease H é uma enzima que hidrolisa o ARN, e quando usada numa aplicação de oligonucleótido antisense resulta numa diminuição de 80-95% da expressão do mRNA. O uso de oligonucleótidos morfolino antisense para a eliminação de genes em vertebrados, técnica desenvolvida por Janet Heasman, atrés do Xenopus é actualimente uma técnica padrão utilizada em biologia do desenvolvimento. esta técnica é usada para estudar a expressão génica alterada e a função do gene. Os medicamentos Morpholino aprovados pela FDA incluem eteplirsen e golodirsen. Os oligonucleótidos antisense têm ta,bém sido aplicados na inibição da replicação do vírus da gripe em linhas celulares.

## Técnicas analíticas

### Cromatografia
As alquilamidas podem ser usadas como cromatografias de fase estacionária. Estas fases têm sido investigadas para a separação de oligonucleótidos. A cromatografia líquida de alta eficiência de par iónico de fase reversa é usada para separar e analisar os oligonucleótidos após síntese automatizada.

### Espectrometria de massa
Uma mistura de ácido 5-metoxisalicílico e espermina pode ser usada como matriz para análise de oligonucleótidos em espectrometria de massa MALDI. A Espectrometria de Massa por Ionização por ElectroSpray (ESI-MS) também é uma ferramenta útil para caracterizar a massa de um oligonucleótido.

### Microarranjo de ADN
Microarranjo de ADN são uma aplicação analítica muito útil dos oligonucleótidos. Em comparação com os microarranjo de cDNA padrão, os microarranjo baseados em oligonucleótidos têm uma especificidade mais controlada em relação à hibridação e a capacidade de medir a presença e a prevalência de sequências poliadeniladas ou com splicing alternativo. Um subtipo de microarranjo de ADN pode ser descrito como substratos (nylon, vidro, etc.) aos quais os oligonucleótidos são ligados em alta densidade. Há uma série de aplicações de microarranjo de ADN nas ciências da vida.